# یکشنبه

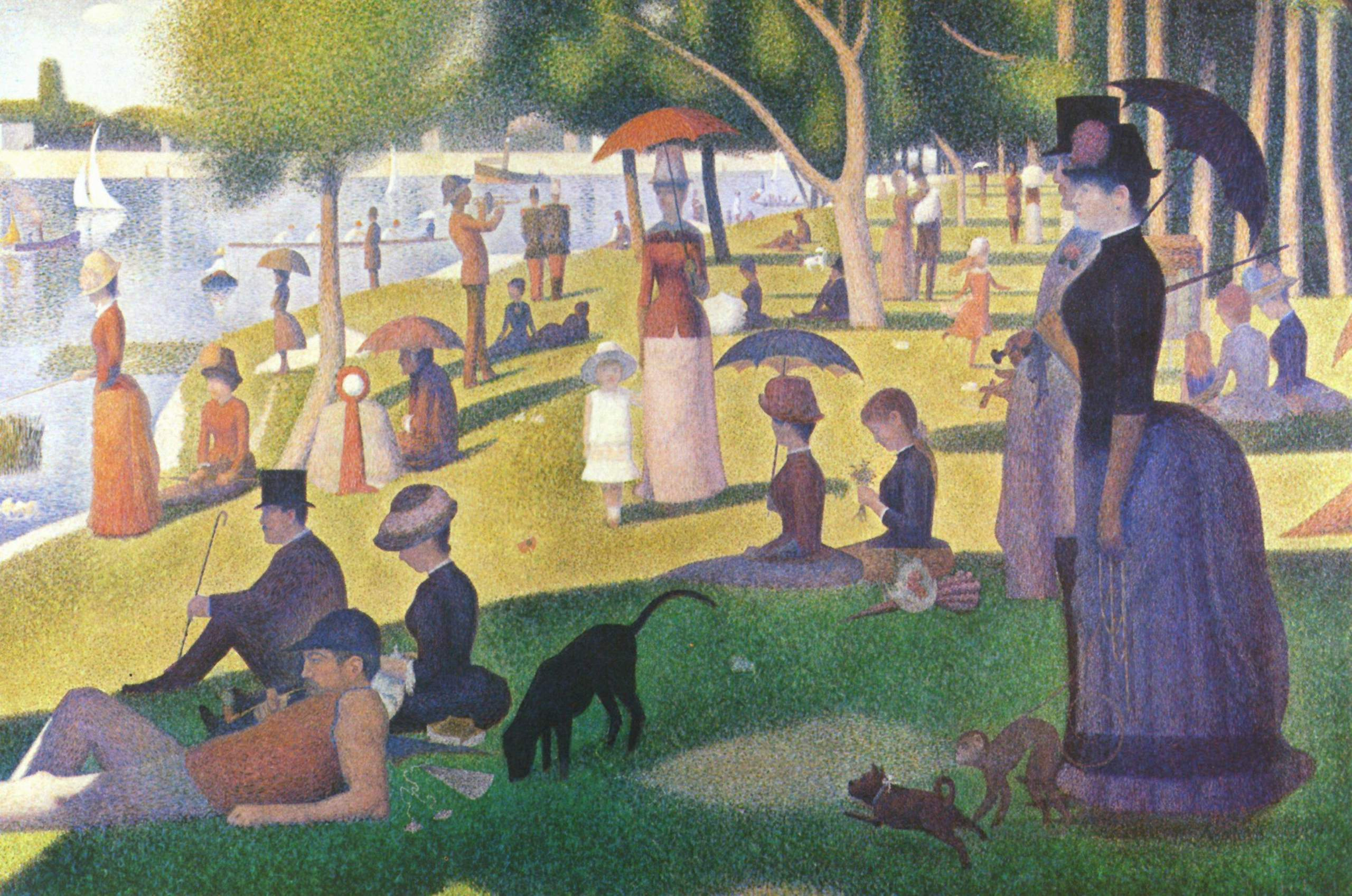
بعدازظهر یکشنبه در جزیره گراند ژات اثر ژرژ سورا

یِکشَنبِه یک روز بین شنبه و دوشنبه است، ایزد مهر نگهبان این روز در فرهنگ ایران است. نام این روز در میان سغدیان و مانوی‌ها از به هم پیوستن دو واژه Mir و jmnw ساخته شده‌است. بخش نخست نام سغدی ایزد پیمان یا مهر است و بخش دوم همان واژه روز در زبان فارسی است؛ بنابراین نام یکشنبه در ایران باستان Mir jmnw و برگردان این نام به فارسی، مهر روز است.
دومین روز هفته در گاه‌شماری خورشیدی و آخرین و هفتمین روز هفته در گاه‌شماری میلادی است. در کشورهای اروپایی و آمریکایی این روز تعطیل رسمی هفتگی است. برای بیشتر مسیحیان، یکشنبه به عنوان روز عبادت و استراحت است و به عنوان روز خداوند و روز رستاخیز مسیح در نظر گرفته شده‌است. در اسرائیل، ایالات متحده، کانادا، چین، ژاپن و فیلیپین و همچنین در آمریکای جنوبی، یکشنبه اولین روز هفته است.

## در ایران
در ایران باستان هفته وجود نداشته‌است و گاهشماری نزد ایرانیان بر پایهٔ روزهای ماه بوده‌است. به این ترتیب که هر روز به ایزدی منسوب بوده و نامی داشته‌است. نمونه را روزِ نخستِ هر ماه، به نامِ هورمزد (هرمز)، روزِ دوم به نامِ وهومن (هومن یا بهمن)، یا روز شانزدهم به نامِ ایزدبانو آناهیتا نامیده شده بود و هر روز که نامش با نام ماه یکسان بود به نیایش و جشن مختص می‌شد. مفهومِ هفته از تمدن‌های همسایه، به ویژه، میان رودان در فرهنگ ایرانی شده و پس از اسلام صورت امروزی گرفته‌است.

## نگارخانه

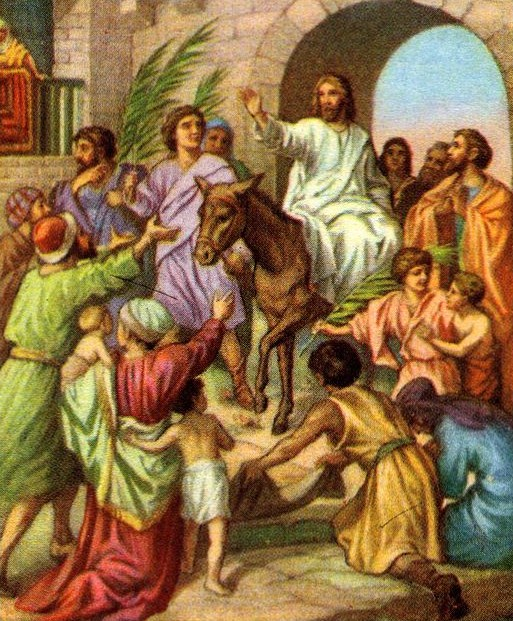
یکشنبه نخل